# Edme Quenedey

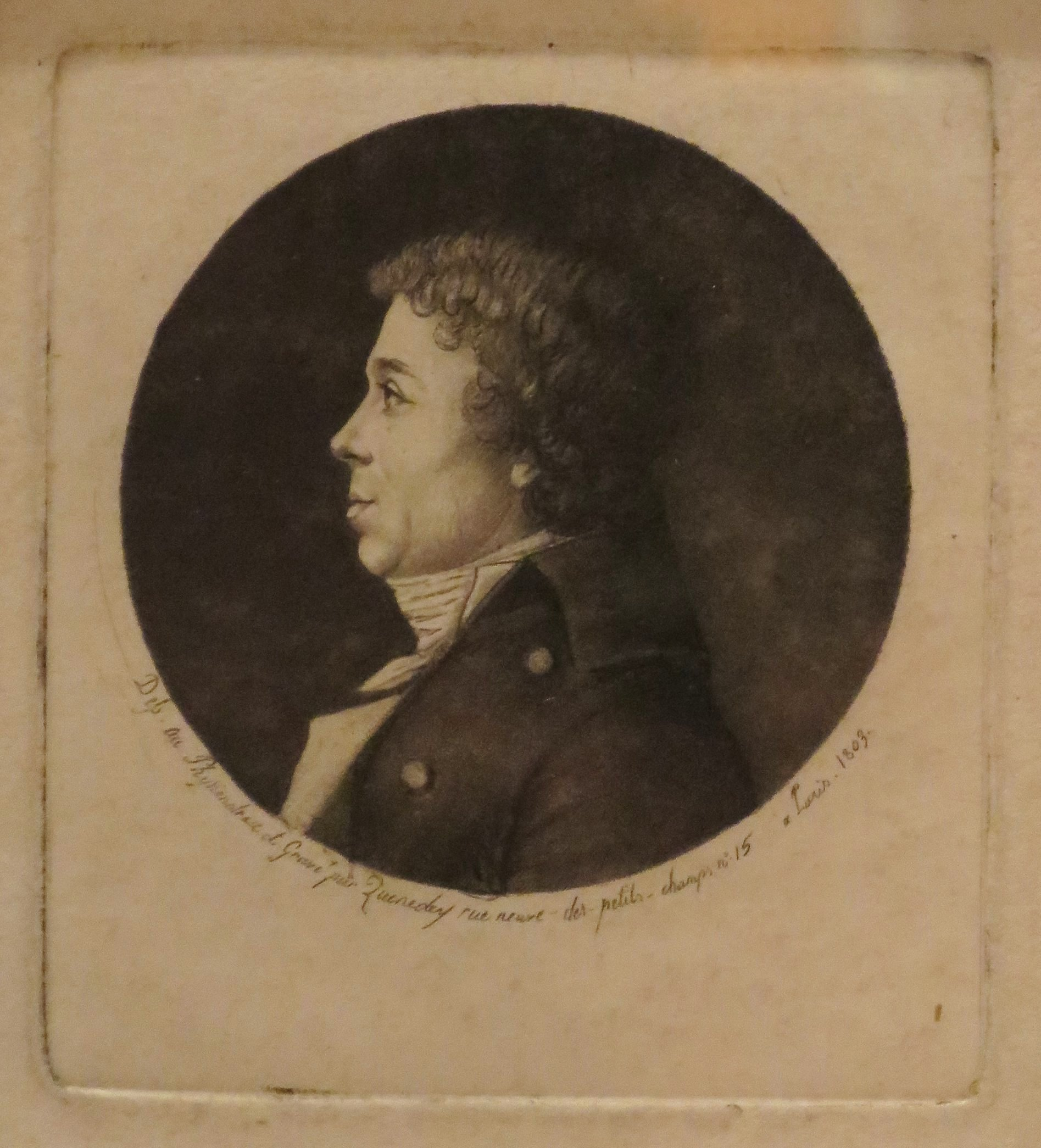
Edme Quenedey
Selbstporträt von 1803

Edme Quenedey (* 17. Dezember 1756 in Riceys-le-Haut; † 16. Februar 1830 in Paris) war ein französischer Porträtzeichner.

## Biografie
Quenedey ließ sich 1785 als Porträtminiaturist in Paris nieder und arbeitete von April 1788 bis August 1789 als Zeichner und Partner im Atelier von Gilles-Louis Chrétien, dem Erfinder des Physionotrace, einem Gerät, das den Vorgang des Porträtierens teilweise mechanisierte. Quenedey fertigte die einzige Abbildung des Physionotrace-Apparates an, eine Zeichnung, die die Rekonstruktion der Maschine und des Arbeitsvorganges des damit unterstützten Porträtierens erlaubt. Am 18. August 1789 brach die Zusammenarbeit zwischen dem Zeichner Quenedey und dem Erfinder und Radierer Chrétien auseinander. Er führte bis 1795 unter wechselnden Adressen eine eigene Physionotrace-Werkstatt, ging dann aber 1796 über Antwerpen und Brüssel nach Hamburg, wo schon im selben Jahr datierte Bildnisse von ihm nachweisbar sind. Im August 1801 war er wieder in Paris und firmierte in der Rue Neuve-des-Petits-Champs Nr. 15 bis zu seinem Tod im Jahr 1830. Seine Tochter Aglaée führte das Atelier eine ungewisse Zeit weiter.

## Werk und Bedeutung
Quenedey gilt als geschickter Popularisator der Erfindung Chrétiens. Man hat ausgerechnet, dass seine Produktivität in guten Jahren bei durchschnittlich zwei Physionotrace-Porträts pro Tag lag. Die formale Gestalt seiner standardisierten Bildnisse folgt genau dem Vorbild Chrétiens: Ein Brustbild im Profil ist im runden (Durchmesser ca. 6 cm) oder hochovalen Bildausschnitt zu sehen und wird am unteren Rund von einer mitgedruckten Signatur begleitet, die z. B. nach 1801 lautet: „Dess. au Physionotrace et gravé par Quenedey rue neuve des Petite-champs Nr. 15 à Paris“. Demnach ist er nicht nur als Zeichner der Porträts anzusehen, sondern setzte sie auch selbst in den Kupferstich, genauer gesagt in die Radierung um.

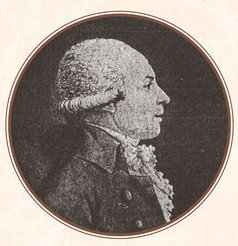
Gadso Coopmans
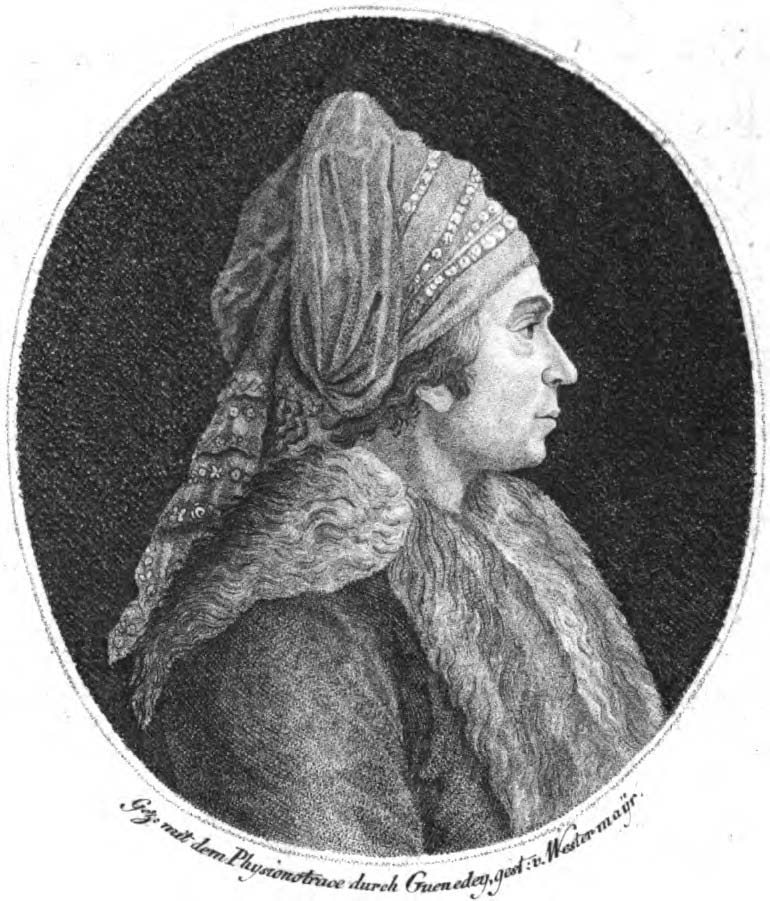
Pierre Joseph Beauchamp, 1798
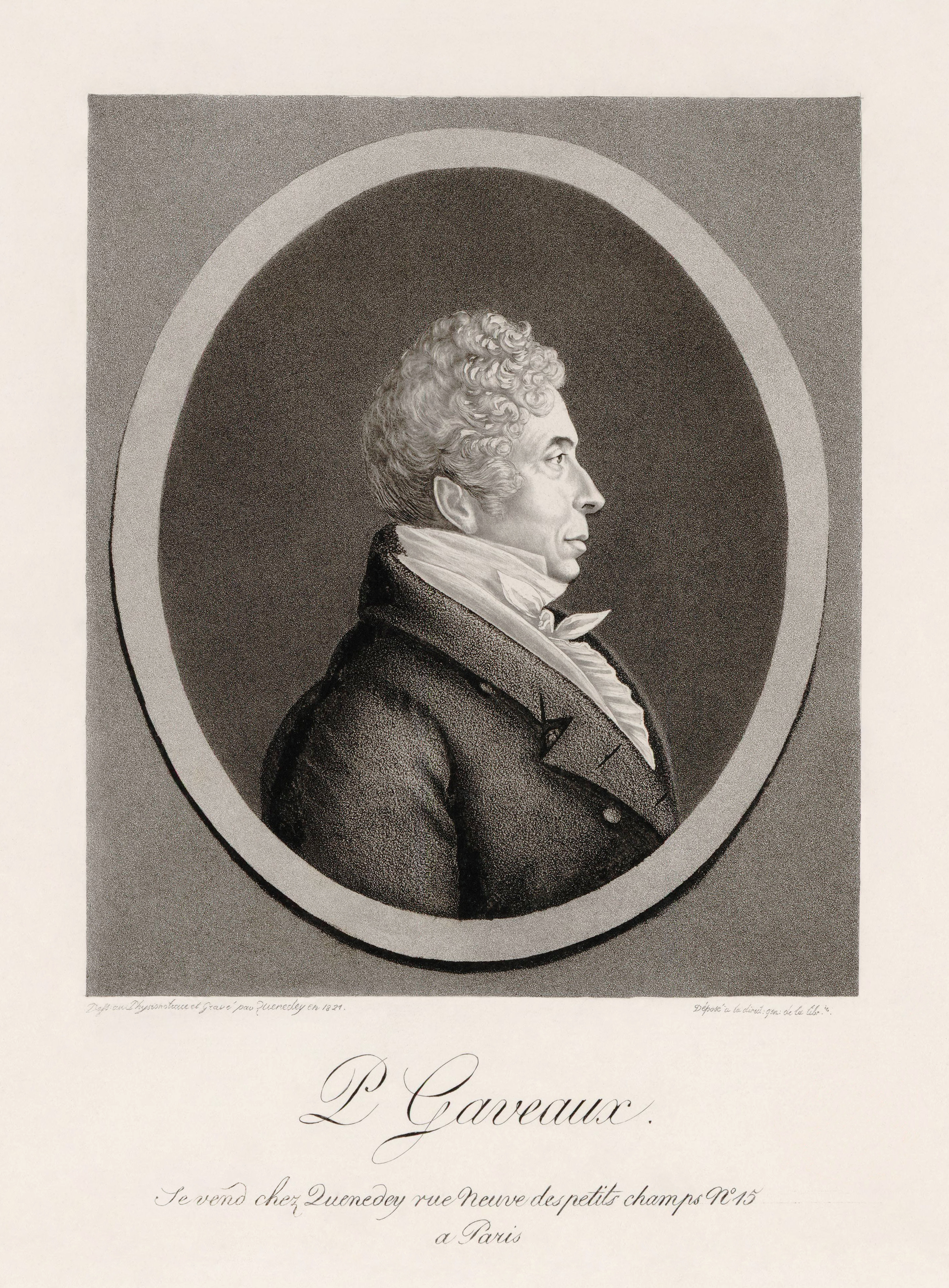
Pierre Gaveaux, Bibliothèque nationale de France, 1821
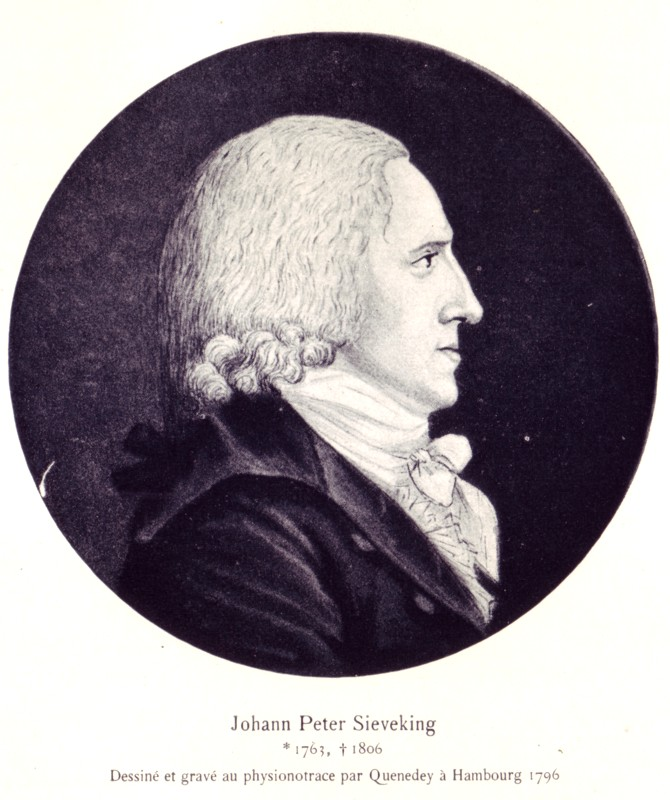
Johann Peter Sieveking, 1796 in Hamburg